# 山口県医師会
一般社団法人山口県医師会（やまぐちけんいしかい、Yamaguchi Medical Association）は、山口県の医師を会員とする法人。

## 本部所在地
- 山口県山口市吉敷下東3-1-1　総合保健会館5F

## 郡市医師会
- 玖珂郡医師会
- 吉南医師会
- 下関市医師会
- 宇部市医師会
- 山口市医師会
- 萩市医師会
- 徳山医師会
- 防府医師会
- 下松医師会
- 岩国市医師会
- 小野田市医師会
- 光市医師会
- 長門市医師会